# Allograpta nasuta
Allograpta nasuta är en tvåvingeart som först beskrevs av Macquart 1842.  Allograpta nasuta ingår i släktet Allograpta och familjen blomflugor. Inga underarter finns listade i Catalogue of Life.